# Les Abencérages

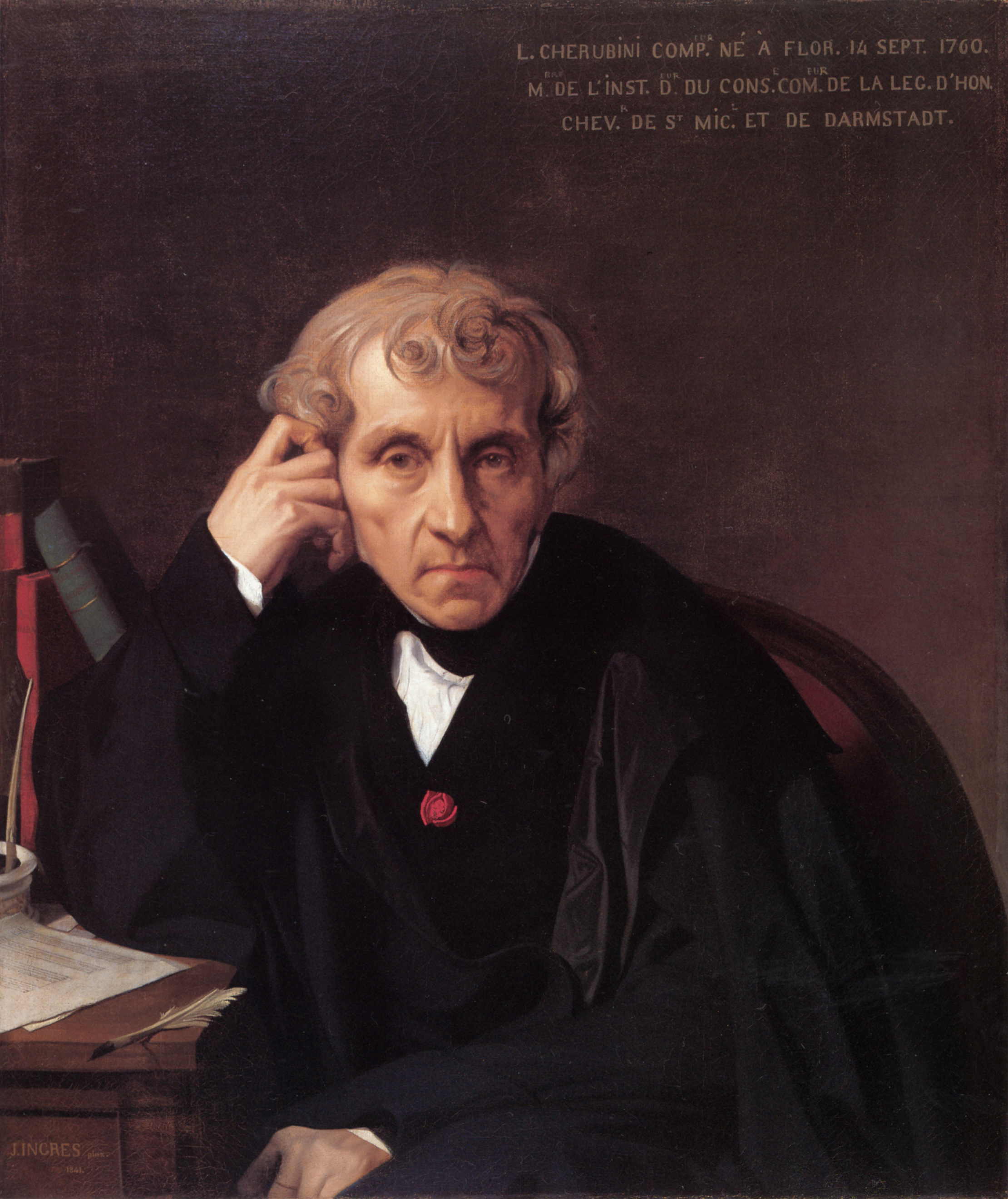
Luigi Cherubini

Les Abencérages, ou L'étendard de Grenade (Abenserragerna, eller Standaret i Granada) är en opera i tre akter med musik av Luigi Cherubini och libretto av Etienne de Jouy efter romanen Gonzalve de Cordoue av Jean-Pierre Claris de Florian. Den hade premiär den 6 april 1813 på Académie Impériale de Musique (Parisoperan) i Salle Montansier med Napoleon och hans hustru, kejsarinnan Marie Louise, i publiken. Till en början var operan en succé men dess popularitet falnade efter Napoleons fall. 
På grund av att operan kräver stora körer, liksom spektakulära och långa balettavsnitt och en kärlekshandling som utspelas mot en bakgrund av stora historiska händelser anses vara ett bra exempel på en fransk grand opera. Almanzors tenor-aria Suspendez de ses murs beundrades av kompositörer såsom Berlioz och har spelats in av sångare såsom Georges Thill och Roberto Alagna. Första aktens balettmusik innehåller variationer över den populära melodin La folia (i Frankrike känd som Les folies d'Espagne).

## Personer
| Roller              | Stämma  | Premiärbesättning 6 april 1813 (Dirigent: Louis-Luc Loiseau de Persuis) |
| ------------------- | ------- | ----------------------------------------------------------------------- |
| Noraïme             | sopran  | Alexandre-Caroline Chevalier Branchu                                    |
| Almansor            | tenor   | Louis Nourrit                                                           |
| Gonzalve de Cordoue | tenor   | Jacques-Émile Lavigne                                                   |
| Alamir              | baryton | Duparc                                                                  |
| Kaled               | tenor   | Laforêt                                                                 |
| Alemar              | bas     | Henri-Étienne Dérivis                                                   |
| Abderame            | bas     | Jean-Honoré Bertin                                                      |
| Octaïr              | baryton | Alexandre                                                               |
| Egilone             | sopran  | Joséphine Armand                                                        |
| Troubadour          | bas     | Mouttit                                                                 |

## Handling
Plats: Kungadömet Granada i moriska Spanien
Tid: Slutet av 1400-talet

### Akt 1
Operan handlar om striden mellan familjerna Abenserragerna och Zegris. Trots konflikten har den unge abenserragerkrigaren Almanzor och Zegriprinsessan Noraïme förälskat sig i varandra och ämnar gifta sig. Almanzor har också blivit vän med den spanske ädlingen Gonzalve av Cordoba och utverkat ett fredstraktat mellan muslimerna och de kristna. Men Almanzors popularitet har gjort honom till fiende bland Zegris och de gör upp planer för att få bort honom. På bröllopsdagen bryter det ut kravaller och Almansot tvingas ge sig av för att kväsa upproret. Han tar med sig Granadas standar som ä så heligt att förlusten av det skulle innebära exil.

### Akt 2
Almanzor besegrar rebellerna men förlorar standaret och ställs inför rätta. Han försvarar sig med att en av hans fiender, Octaïr, i hemlighet tog det, men ursäkten godtas inte och han döms till landsförvisning.

### Akt 3
Almanzor kan inte leva utan Noraïme och smyger in i trädgården i Alhambra för att möta henne. Men han överrumplas av Zegrisfiender, arresteras och döms till döden om inte en kämpe dyker upp som kan strida i hans ställe. En okänd krigare som bär på det förlorade standaret anländer och antar utmaningen å Almanzors vägnar. Han strider och besegrar Zegriskämpen Alamir innan han avslöjar att han är Gonzalve av Cordoba. Han visar fram bevis på att det var Octaïr och hans kumpaner som gömde standaret för att förgöra Almanzor. Konspiratörerna arresteras och Almanzors och Noraïmes bröllop kan gå av stapeln.

## Inspelningar
- På italienska som Gli abencerragi med Anita Cerquetti, Louis Roney, Alvino Misciano och kör och orkester från Teatro Comunale di Firenze, dirigerad av Carlo Maria Giulini (inspelad 1956; återutgiven på CD av Gala, 2001)
- Les abencérages, Margherita Rinaldi, Francisco Ortiz, Jean Dupouy, Coro e Orchestra Sinfonica RAI di Milano, dirigerad av Peter Maag (radioinspelning från 1975; utgiven på CD av Arts Archives, 2006)